# Noite Sangrenta
Noite Sangrenta é a designação pela qual ficou conhecida a revolta radical de militares da Guarda Nacional Republicana, Marinha Portuguesa e outros arsenalistas, que ocorreu em Lisboa na noite de 19 de outubro para o dia 20 de outubro de 1921, no decurso da qual foram assassinados, entre outros, António Granjo, então presidente do Ministério, Machado Santos e José Carlos da Maia, dois dos históricos da Proclamação da República Portuguesa, o comandante Freitas da Silva, secretário do Ministro da Marinha, e o coronel Botelho de Vasconcelos, no Arsenal da Marinha.
A origem da revolta terá sido despoletada pela crise política de 1920 e 1921, a nomeação de António Granjo como presidente do Ministério do 31.º Governo Republicano e a demissão do cargo de Chefe de Estado-Maior da Guarda Nacional Republicana de Liberato Pinto, a seguir à qual um conjunto de militares, ligados àquela força policial, se sublevou, juntando-se ao movimento revoltoso vários militares do Exército e da Armada Portuguesa no decorrer da noite. Segundo Berta da Maia e alguns historiadores, a revolta teria sido orquestrada ou conspirada por vários elementos da ala conservadora republicada ou até por movimentos monárquicos.

## História

### Antecedentes
Vivendo-se um longo período de instabilidade política e sucessivas crises económicas durante os últimos anos da Primeira República Portuguesa, após o golpe militar de Sidónio Pais, a participação do Corpo Expedicionário Português na Primeira Guerra Mundial e o fracasso da contrarrevolução da Monarquia do Norte, a luta pelo poder no campo republicano tornou-se cada vez mais violenta entre os democráticos radicais e os liberais conservadores, tendo apenas no ano de 1920 sido proclamados nove governos republicanos portugueses, encabeçados por diferentes presidentes do Ministério, como Alfredo de Sá Cardoso, Domingos Pereira, António Maria Baptista, José Ramos Preto, António Maria da Silva, António Granjo, Álvaro de Castro e Liberato Pinto.
Membro do Partido Democrático e nomeado presidente do Ministério do 28.º Governo Republicano, em novembro de 1920, apesar de ter o apoio do então presidente da República António José de Almeida, Liberato Pinto não tinha no entanto o suporte da ala liberal, tendo o seu governo sido marcado por períodos de violentas greves e ataques bombistas, que por sua vez geraram sucessivos apelos para que este governasse de forma militarizada. Terminado o seu governo em março de 1921, devido a vários atos de indisciplina e aberta contestação contra os governos que se seguiram de Tomé de Barros Queirós e António Granjo, ambos militantes do Partido Liberal Republicano, Liberato Pinto foi demitido da chefia do Estado-Maior da Guarda Nacional Republicana (GNR), causando grande agitação nas forças militares e nos meios ligados ao Partido Democrático.

### Revolta

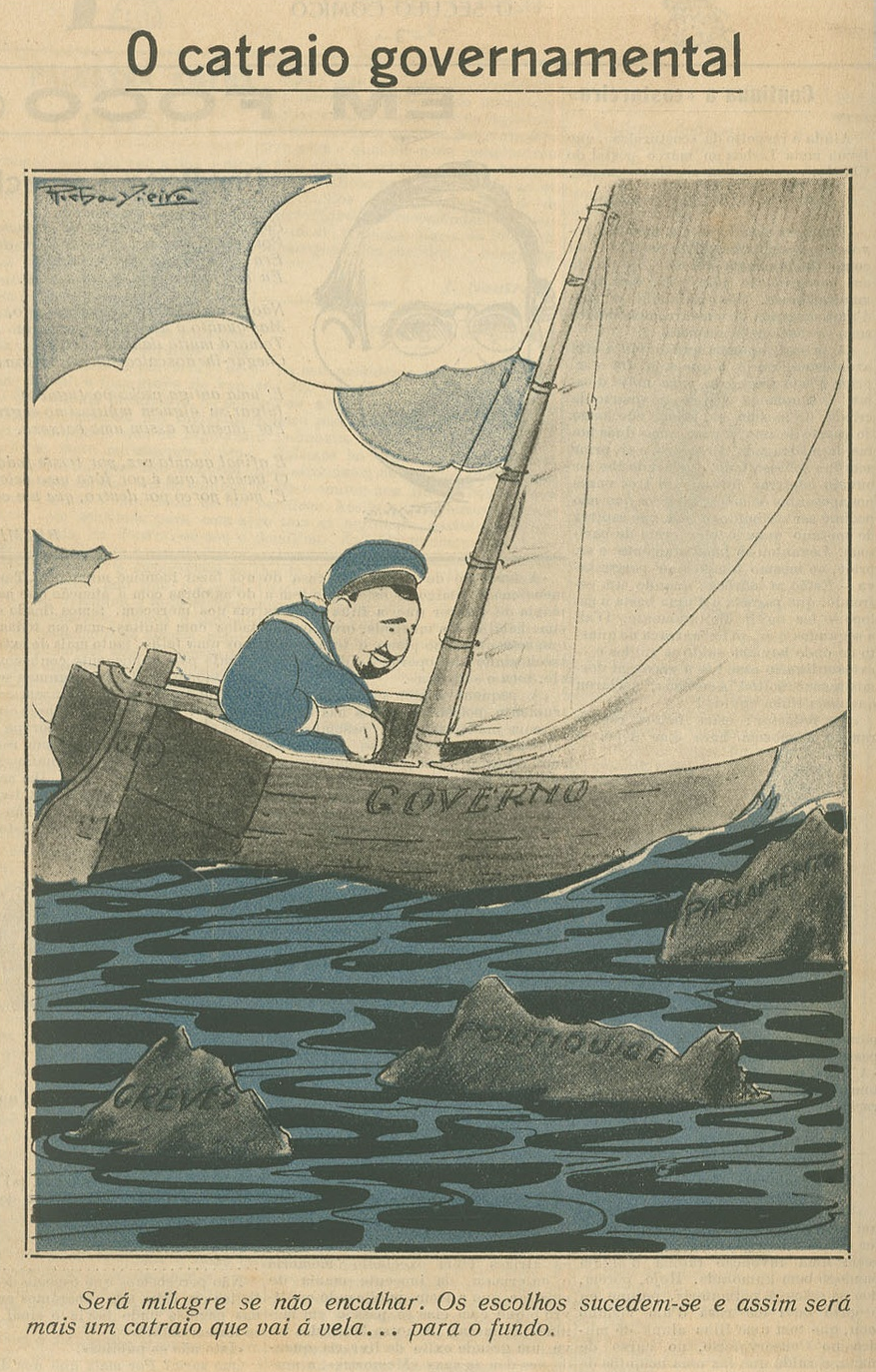
O catraio governamental, ilustração da autoria de Rocha Vieira, publicado nO Século Cómico, satirizando o governo de António Granjo em 1920. "Será milagre se não encalhar. Os escolhos sucedem-se e assim será mais um catraio que vai à vela… para o fundo." Os rochedos dizem "Greves", "Politiquice" e "Parlamento".

Pedindo a demissão do 31.º Governo Republicano, liderado por António Granjo, que havia sido alvo de uma intensa campanha de ódio na imprensa desde a sua nomeação, circulando nas forças militares o rumor de que o seu governo pretendia desarmar a GNR, com receio de um novo golpe militar, na manhã de 19 de outubro de 1921, comandados pelo coronel Manuel Maria Coelho, antigo revolucionário do Movimento Republicano de 31 de Janeiro de 1891, o capitão-de-fragata Procópio de Freitas e o major Cortês dos Santos, mais de sete mil homens da Guarda Nacional Republicana tomaram a Rotunda (atual Praça do Marquês de Pombal), o Parque Eduardo VII e o Terreiro do Paço, em Lisboa, seguindo-se pouco depois a adesão em força da Marinha Portuguesa, que tomou o quartel de Alcântara e o Arsenal da Ribeira das Naus, posicionando ainda o couraçado Vasco da Gama e outros navios no rio Tejo, como forma de ameaça ao governo e persuasão para os vários movimentos de civis que se elevaram e se juntaram à causa, tendo ainda um grupo de 300 cidadãos armados se dirigido até ao Hospital Psiquiátrico Miguel Bombarda, onde libertaram José Júlio da Costa, ex-sargento do exército, militante republicano e responsável pelo assassinato de Sidónio Pais na gare da Estação do Rossio em 1918, que se manteve foragido da lei até 1927.

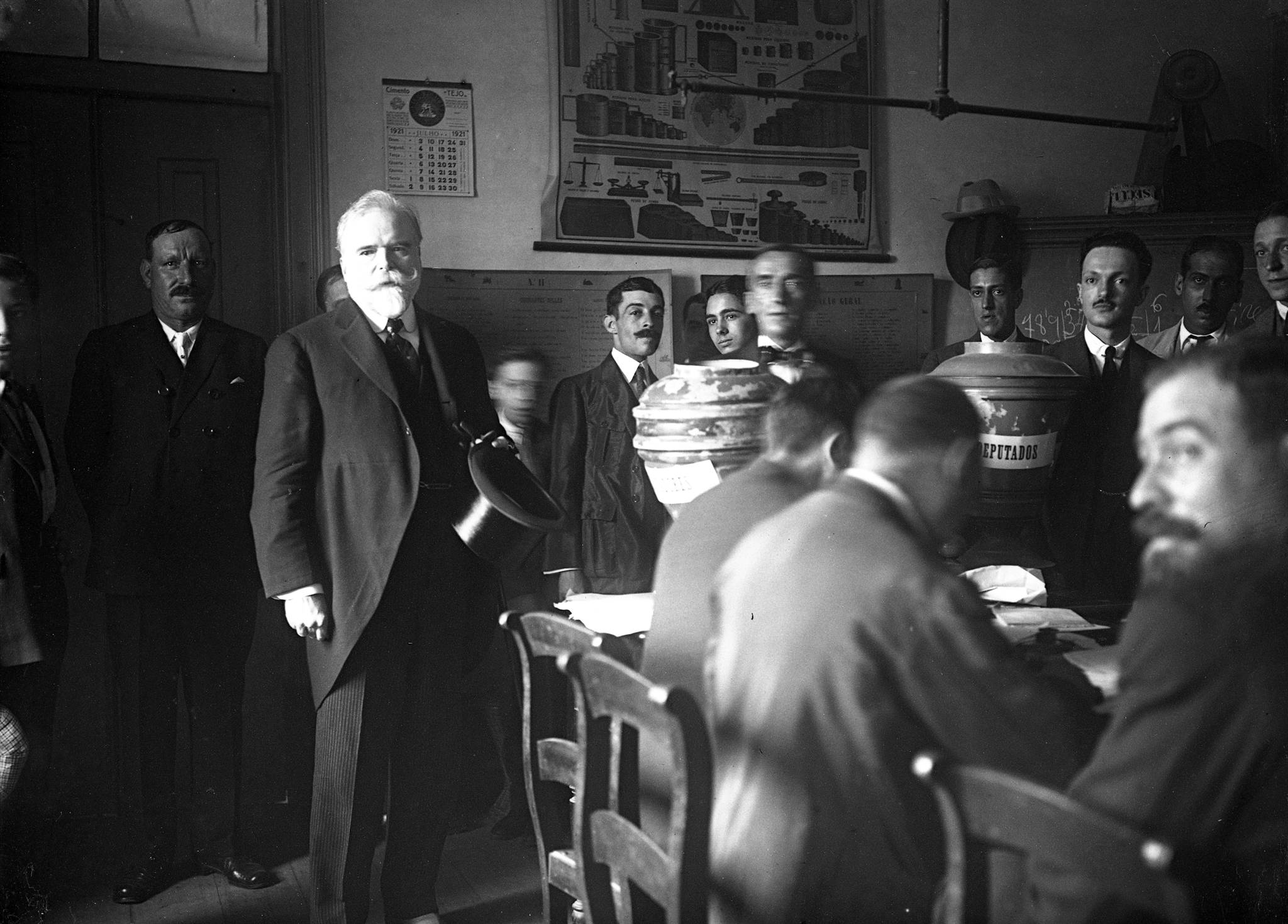
António José de Almeida, Presidente da República, após o seu voto nas eleições legislativas de 10 de Julho de 1921

Sem o apoio de nenhum ramo das forças militares ou a cooperação dos dirigentes dos restantes partidos políticos, ao meio-dia, António Granjo viu-se obrigado a apresentar a sua demissão a António José de Almeida, que, face às circunstâncias em que se encontravam, a aceitou, recusando no entanto entregar o poder ao coronel Manuel Maria Coelho, sem eleições, numa sessão realizada durante a mesma tarde com a Junta Revolucionária, composta pelo coronel Nobre da Veiga, primeiro-tenente Serrão Machado, capitão Camilo de Oliveira e os civis Veiga Simões, Afonso de Macedo e Jacinto Simões.
| “                         | "Mandem-me fuzilar, mandem-me prender, mandem-me exilar, mas eu não me desonro." | ” |
| — António José de Almeida |                                                                                  |   |

Sem a nomeação direta de um governo executivo que apaziguasse as exigências das forças militares, durante a tarde desse mesmo dia, receando pela sua vida, o presidente do Ministério demissionário saiu pelas traseiras de sua casa, situada na Avenida João Crisóstomo, em direção à casa do capitão e político Francisco da Cunha Leal, seu amigo e opositor partidário, a quem pediu abrigo no intuito de conseguir apelar aos seus amigos políticos, ligados ao golpe, o cessar de todas as incursões militares.

### A Camioneta Fantasma
Com o decorrer do dia, começaram-se a realizar os preparativos que originaram a Noite Sangrenta de 1921, tendo o cabo Abel Olímpio, conhecido como o "Dente de Ouro", sido encarregue de conduzir a infame "Camioneta Fantasma" (à época escrito Camionette-Fantasma), cuja missão consistia em recolher determinadas figuras de estado, consideradas pelos revoltosos como traidores dos ideais republicanos.
Durante o fim de tarde, vários soldados da GNR, marinheiros e civis armados dirigiram-se para a casa de Francisco da Cunha Leal, numa tentativa de o coagir a entregar António Granjo. Temendo pela vida do primeiro-ministro demissionário, Cunha Leal opôs-se veemente por várias ocasiões às exigências dos revoltosos, acabando no entanto, e somente após várias tentativas infrutíferas de contactar os políticos e dirigentes militares envolvidos na revolta, por acordar, com o guarda-marinha Benjamim Pereira, que este seria levado para bordo do Vasco da Gama, onde ficaria a salvo até um novo governo ser implementado e a paz restabelecida. Desconhecendo os planos que envolviam a conspiração da camioneta, pouco depois das nove horas da noite, António Granjo entrou numa camioneta de caixa aberta, sendo acompanhado por Cunha Leal, que desejava falar com Procópio de Freitas para garantir a segurança de todos os envolvidos. Chegados ao Arsenal da Marinha, ambos ficaram sob a mira das armas de vários marinheiros enquanto se dirigiam para a embarcação que os levaria ao Vasco da Gama. Separados à força e sob um intenso clamor que exigia a morte do ex-presidente do Ministério, Cunha Leal tentou resistir e salvar o seu amigo, sendo ferido a tiro por um sargento e ainda presenciado os dois tiros que atingiram o pescoço de António Granjo. Resistindo aos ferimentos, ambos foram levados para a enfermaria por um pequeno grupo de marinheiros que se opôs à execução dos políticos, não conseguindo no entanto travar o grupo de revoltosos que entrou à força com o intuito de acabar a sua missão. Encontrando-se no quarto nº 3 dos oficiais de dia, e apesar de bastante ferido, ao ouvir a multidão, António Granjo saiu do quarto, tendo-lhes dito «Matem-me, que matam um bom republicano». Crivado por uma chuva de balas e ainda trespassando no ventre por um sabre de um corneteiro da GNR, faleceu. Instantes depois, Francisco da Cunha Leal foi resgatado por alguns homens da Junta Militar, liderados pelo tenente Armando Agatão Lança, sendo depois levado para o hospital, onde sobreviveu aos ferimentos.

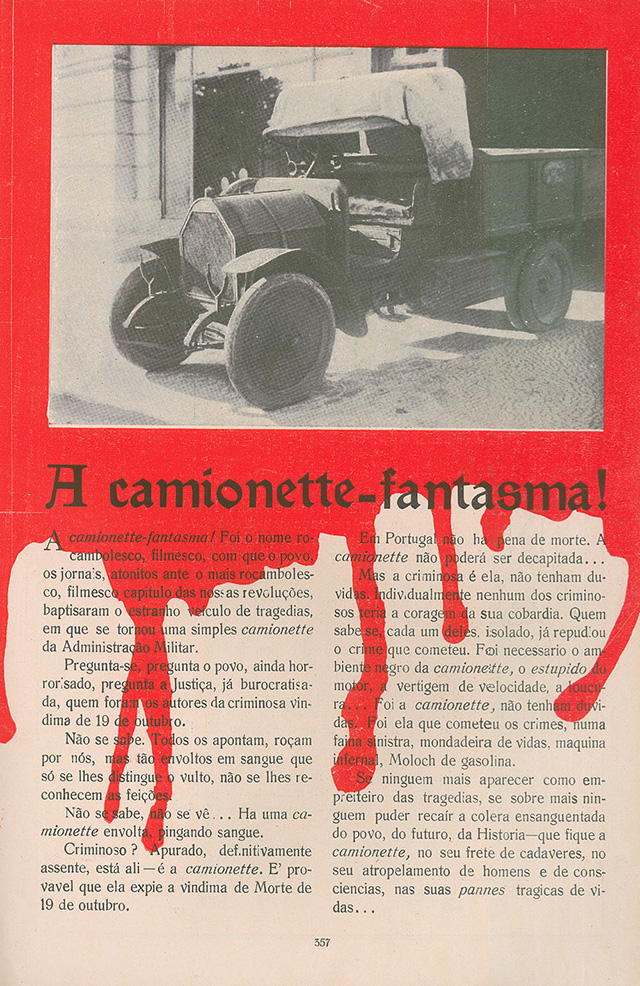
Artigo e fotografia sobre a Camioneta Fantasma que participou na Noite Sangrenta, "Ilustração Portuguesa" (21 de outubro de 1921)

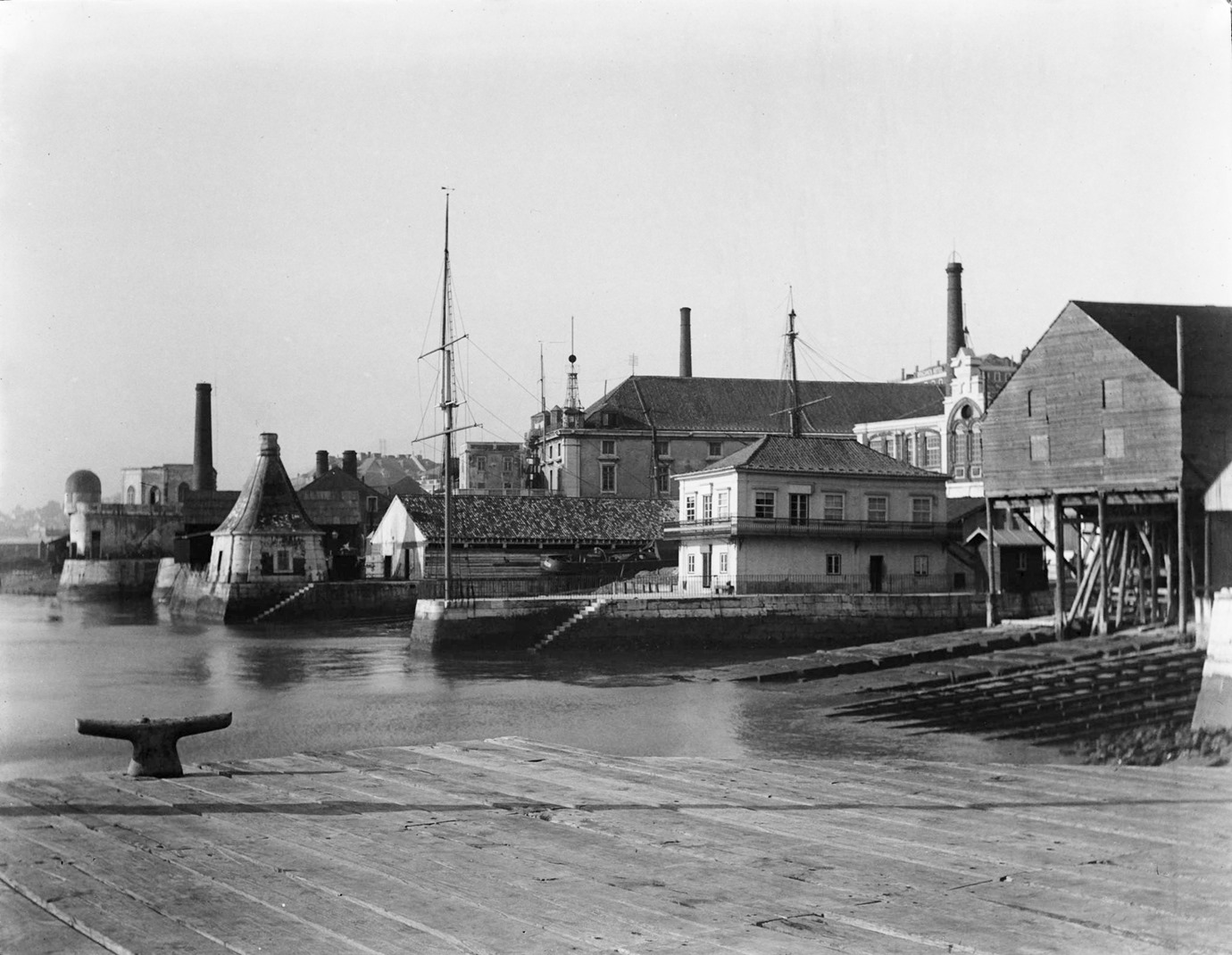
Arsenal da Marinha (1866), actual Avenida da Ribeira das Naus, Lisboa

Pelas onze horas da noite, José Carlos da Maia, oficial militar, ex-Ministro da Marinha e antigo Governador de Macau, já retirado da vida política desde 1918, tornou-se no próximo alvo do grupo liderado por Abel Olímpio, que se dirigiu às imediações do Museu das Janelas Verdes, batendo de porta em porta em busca da sua residência. Arrancado dos braços da mulher, Berta da Maia, que desesperadamente apelou misericórdia pela sua vida, enquanto também segurava o seu filho com poucos meses de idade, foi levado para o Arsenal da Marinha e recebido pela multidão com a mesma violência que António Granjo e Francisco da Cunha Leal haviam sido horas antes. Acusado de ser responsável pelo desterro dos marinheiros para África durante o Sidonismo, levou uma coronhada na cabeça pelo cabo Serafim dos Anjos, que posteriormente desertou para Montevidéu, sendo pouco depois José Carlos da Maia morto a tiro enquanto tentava escapar.
Momentos antes, enquanto José Carlos da Maia era então conduzido para o Arsenal, dois elementos do grupo de Abel Olímpio, o cabo Palmela Arrebenta e o marujo José Félix, saíram da camioneta e partiram a pé em direção à casa de Ricardo Pais Gomes, advogado e ministro da Marinha durante o governo demissionário de António Granjo, que se encontrava em Viseu. Aliciando civis armados durante o percurso, os dois elementos dirigiram-se então para a Rua Palmira, onde vivia Carlos César Freitas da Silva, capitão-tenente e chefe de Gabinete do Ministro da Marinha, que se entregou sem resistência, receando que algum mal fosse feito à sua família. Durante o percurso que realizaram a pé e sob uma amotinada escolta, enquanto atravessam a Rua do Ouro, na Baixa de Lisboa, Freitas da Silva cruzou-se com o capitão Camilo de Oliveira, que confrontou os revoltosos e os obrigou a libertar o seu amigo de longa data, sendo-lhes dito que a Junta Revolucionária não tinha ordenado a prisão de nenhuma figura do estado. Subindo a bordo da camioneta de Camilo de Oliveira, pouco depois, na Rua do Comércio, passaram por um grupo de oficiais, liderados pelo sargento Matthias de Carvalho, que alertados para a presença do comandante Freitas da Silva, pelos dois membros do grupo de Abel Olímpio que seguiam na viatura, cercaram-nos e o retiraram à força, sendo ali morto a tiro e depois espezinhado pela multidão.
Horas depois, pelas duas da manhã, a camioneta fantasma dirigiu-se à Rua José Estêvão, onde residia António Machado Santos, almirante, herói da Implantação da República e ex-secretário de Estado das Subsistências e Transportes e de Estado do Interior, que resistiu à detenção quando Abel Olímpio, de carabina em punho, entrou no seu quarto. Sob ameaça de uma arma à cabeça, foi ordenado que se vestisse e forçado a entrar na camioneta. Segundo alguns periódicos da época, acusando vários problemas mecânicos, a camioneta sofreu uma avaria na Avenida Almirante Reis, próximo do Largo do Intendente, sendo comandado pelo "Dente de Ouro" que o almirante fosse naquele mesmo local fuzilado pelos oito homens que seguiam na camioneta.

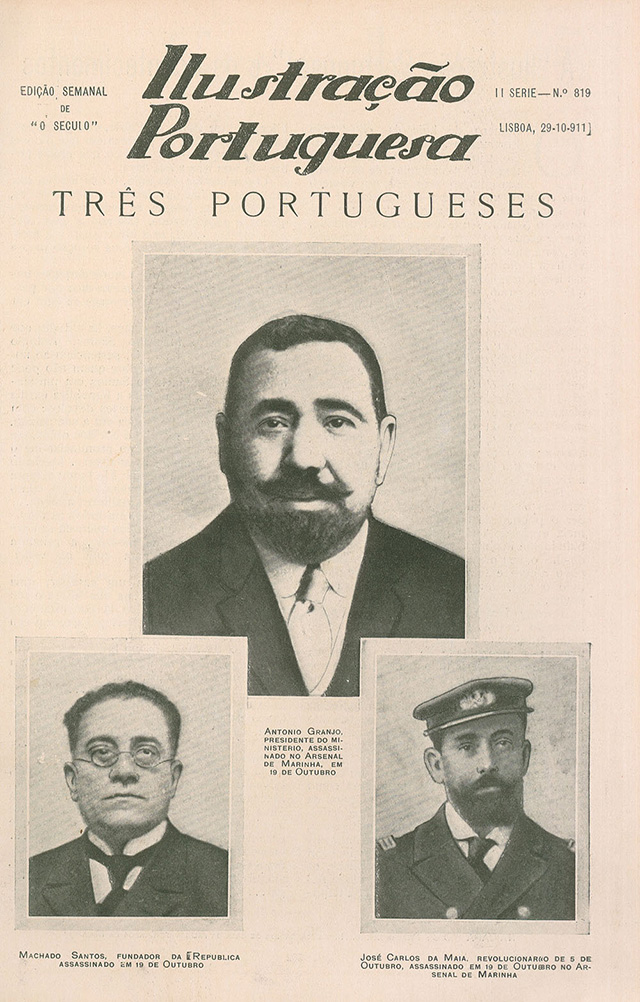
Capa em homenagem às vítimas mortais da Noite Sangrenta (António Granjo, Machados Santos e José Carlos da Maia) na revista Ilustração Portuguesa (29 de outubro de 1921)

Sem a infame camioneta fantasma, o sargento Heitor Gilman decidiu mesmo assim continuar com a execução daqueles que considerava traidores, tendo sido o responsável pela detenção de Carlos Alexandre Botelho de Vasconcelos, coronel de Cavalaria, que lutou no Golpe de Estado de dezembro de 1917 e o havia interrogado durante o Dezembrismo. Levado a pé e à força de sua casa, na Rua Gonçalves Crespo, para o Arsenal, envergando a sua farda, o coronel foi recebido com bastantes insultos pelos revoltosos, sendo posicionado contra um portão para ser fuzilado. No impasse da sua morte, entregou a sua cigarreira de prata ao grumete Ciriaco Galvão Ribeiro, para ser entregue à sua família, e pronunciou ele próprio o grito de fogo, tombando de bruços após os tiros disparados. Após constatar que o coronel ainda estava vivo, o sargento Gilman disparou mais um tiro sobre Botelho de Vasconcelos, que de seguida foi socorrido pelo enfermeiro Henrique Alberto Teixeira e outros elementos da Cruz Vermelha que para ali se tinham destacado num motociclo com sidecar, após terem tido notícias sobre as execuções. Eram quatro horas da madrugada quando o coronel Botelho de Vasconcelos deu entrada no Hospital de São José, acabando por falecer dos seus ferimentos poucos dias depois. Poucos minutos após, o chauffeur Carlos Jorge Gentil, que se encontrava em frente do edifício do Governo Civil, na Rua Capelo, e criticava os militares e os atos violentos dessa noite, foi morto a tiro por um grupo de oficiais, liderados por Heitor Gilman.
Pela mesma hora, uma outra camioneta foi encarregue de continuar a conspiração, seguindo para Oeiras e Cascais, onde residiam outras figuras procuradas pelas forças revoltosas, como Fidelino de Figueiredo, deputado, ex-chefe de Gabinete do Ministro da Instrução Pública e diretor da Biblioteca Nacional, que alertado para a situação em Lisboa escapou, sendo no entanto a sua casa assaltada, Fausto de Figueiredo, presidente do conselho de administração da Companhia dos Caminhos de Ferro Portugueses e fundador da Sociedade Estoril, que não se encontrava na sua residência de Cascais, ou João Tamagnini Barbosa, oficial, engenheiro, ex-ministro das Colónias, do Interior, das Finanças e ex-presidente do Ministério, que foi preso e posteriormente salvo pela intervenção do chefe da estação ferroviária de Oeiras que conhecia um dos intervenientes.
De modo a conter os eventos sangrentos e após tomar conhecimento de que o seu nome também constava na lista de políticos a abater, durante a mesma noite, o presidente da República António José de Almeida entregou, relutantemente, a posse do governo a Manuel Maria Coelho.
Posteriormente apurou-se que a lista de alvos a abater contava com 180 nomes de políticos, altos quadros da administração pública e da elite financeira. Com excepção de António Granjo e de Carlos Gentil, todos os alvos tinham sido militares partidários de Sidónio Pais ou membros do seu governo, gerando-se nos dias seguintes uma onda de terror e fuga para muitos dos seus antigos apoiantes, tal como Alfredo da Silva, industrial e fundador da Companhia União Fabril (CUF), a Tabaqueira, o Estaleiro da Rocha do Conde de Óbidos, o Banco Totta e Companhia de Seguros Império, que tentou fugir do país a 21 de outubro de 1921, tendo sido atacado pela multidão na estação de comboios de Leiria.

## Consequências

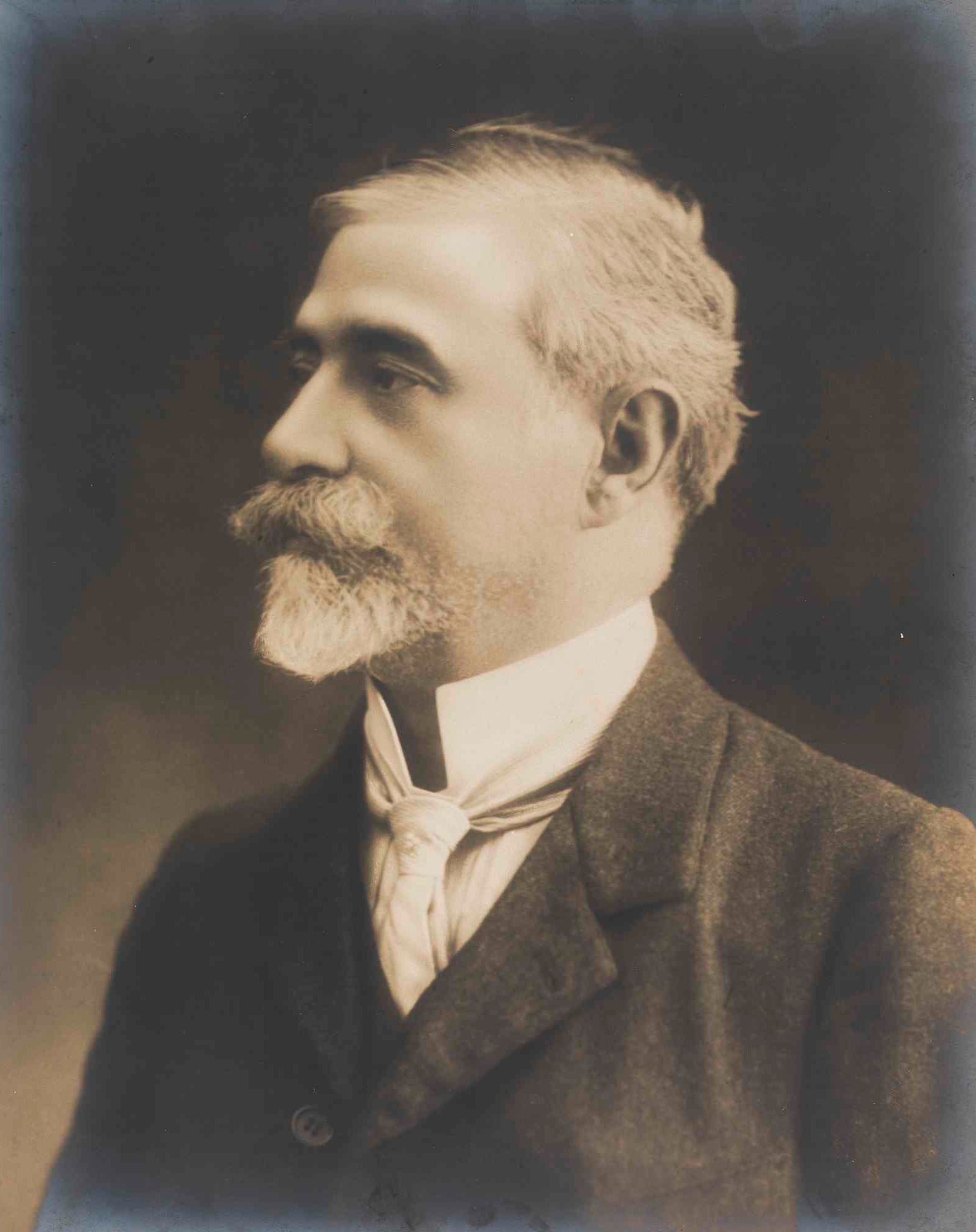
Retrato de Manuel Maria Coelho, publicado na revista Archivo Democratico (1910).

Apesar dos eventos trágicos da Noite Sangrenta terem sido desencadeados pela revolta militar, Manuel Maria Coelho e os restantes membros do 32.º governo republicano, sempre negaram qualquer responsabilidade sobre os homicídios, chegando mesmo a afirmar que a revolta era de carácter puramente militar, sem interesse partidário, e como tal condenavam as ações oportunistas e homicidas dos revoltosos, tendo ainda incumbido Reis Júnior, chefe interino da Polícia de Segurança do Estado (PSE), de apurar os factos e os nomes dos envolvidos no prazo de dois dias, no entanto sem sucesso.
Devido à revolta e indignação da população portuguesa, após os eventos da Noite Sangrenta de 1921 terem sido noticiados, nos dias seguintes ao golpe uma forte onda de oposição se elevou contra o regime de Manuel Maria Coelho, ficando conhecido como Governo Outubrista, sendo este alvo de vários ataques na imprensa. Sem forma de manter o seu regime, a 5 de novembro do mesmo ano, vários membros do governo demitiram-se, sendo nomeado de seguida o 33.º governo republicano, liderado por Carlos Maia Pinto. Integrando ainda alguns membros do regime anterior, em dezembro desse mesmo ano uma vez mais o regime foi exonerado, prolongando-se a instabilidade política no país. Consequentemente, Francisco da Cunha Leal, que havia sobrevivido aos ataques da Noite Sangrenta, tornou-se presidente do Ministério do 34.º governo republicano, tendo ordenado a prisão de vários oficiais na torre do Forte de São Julião da Barra.
| “                      | "O sangue correu pela inconsciência da turba — a fera que todos nós, e eu, açulámos, que anda à solta, matando porque é preciso matar. Todos nós temos culpa! É esta maldita política que nos envergonha e me salpica de lama." | ” |
| — Francisco Cunha Leal | |   |

Somente com a vitória do Partido Democrático nas legislativas de 1922 e uma sucessão de governos liderados por António Maria da Silva, que rejeitou a reimplantação da pena de morte no país, foram criadas as condições para se levar a julgamento os responsáveis pelos homicídios decorridos na fatídica noite, sendo a GNR lentamente desarmada e despromovida, como forma de diminuir a sua influência política e o risco de se erguer uma nova insurreição.
| “                        | "Há de fazer-se justiça a quem delinquiu. Ninguém tem o direito de duvidar de mim nem dos homens que estão nas cadeiras do Poder, embora o Poder Executivo não possa intervir nas averiguações da justiça. (…) Mas, para isso, não é preciso instituir de novo em Portugal a pena de morte, contra a qual toda a minha natureza se revolta. Seria um verdadeiro crime, seria corresponder ao ato do Dente de Ouro com um outro crime. Não podemos retrogradar. " | ” |
| — António Maria da Silva | |   |

Posteriormente, o descontentamento militar provocado por estes eventos incitaram o golpe de estado de 28 de Maio de 1926, protagonizado por militares e civis antiliberais, que resultou na queda da Primeira República Portuguesa, na instauração da Ditadura Militar e, consequentemente, no regime ditatorial do Estado Novo em 1933.

## Julgamentos
Imediatamente após o golpe, surgiram várias versões na imprensa sobre quem teria realmente criado a "lista de abate" e transmitido essas ordens aos militares, apontando-se o dedo a várias facções radicais, como o movimento da Formiga Branca, uma força militarizada e carbonária do Partido Democrático, vários partidos republicanos de direita, que procuravam culpabilizar a esquerda e enfraquecê-la, ou até aos movimentos monárquicos e próximos do clero, como a Causa Monárquica, Acção Tradicionalista Portuguesa ou a Acção Monárquica Legitimista Internacional, que procurava provocar uma guerra interna nos partidos republicanos e assim restabelecer a monarquia em Portugal, sendo no entanto o único nome, do conhecimento público, associado à execução das ordens no campo das operações o do cabo Abel Olímpio.
Tendo começado a investigação dos crimes poucos dias após estes terem ocorrido, Barbosa Viana, diretor da Polícia de Segurança do Estado (PSE), lançou-se na busca da "pista monárquica" e no possível envolvimento do padre Maximiano Lima, conhecido de Abel Olímpio, contudo devido ao envolvimento daquela força policial nos eventos da Noite Sangrenta, com a nomeação do governo de António Maria da Silva, em 1922, a investigação passou para a alçada da Polícia de Defesa Social (PDS), mais tarde renomeada como Polícia Preventiva e de Segurança do Estado (PPSE), passando a organização a incorporar competências de vigilância secreta.
Levada a cabo a instrução dos casos por Alexandrino de Albuquerque, subdirector da Polícia de Investigação Criminal (PIC), nomeado por imposição das famílias das vítimas, e mais dois juízes, vários julgamentos foram realizados pelo Tribunal Militar Extraordinário entre 1922 e 1923, tendo o primeiro tido lugar a 8 de dezembro de 1922, sendo condenados no Tribunal Militar de Santa Clara os três polícias que prenderam João Tamagnini Barbosa em Oeiras. 

### Junta Revolucionária
Em janeiro de 1923, Manuel Maria Coelho, Procópio de Freitas, Camilo de Oliveira e mais nove oficiais, foram acusados de negligência e cumplicidade dos crimes levados a cabo pelos membros da camioneta fantasma, sendo absolvidos, a 22 de fevereiro desse mesmo ano, pelo juiz auditor Ribeiro Castanho e o júri, constituído pelos vice-almirantes Hipácio de Brion e Augusto Eduardo Neuparth, o contra-almirante Macedo e Couto e os generais Alberto da Silveira e Francisco das Chagas Parreira, numa audiência presidida pelo general João Alves Camacho, não sendo possível comprovar que os membros da Junta Revolucionária tivessem tido conhecimento prévio da conspiração.
| “                 | "Com 4000 homens dispersos numa cidade como Lisboa, era impossível evitar o crime. Mais difícil era prevê-lo." | ” |
| — Vieira da Rocha | |   |

### Crimes de Sangue

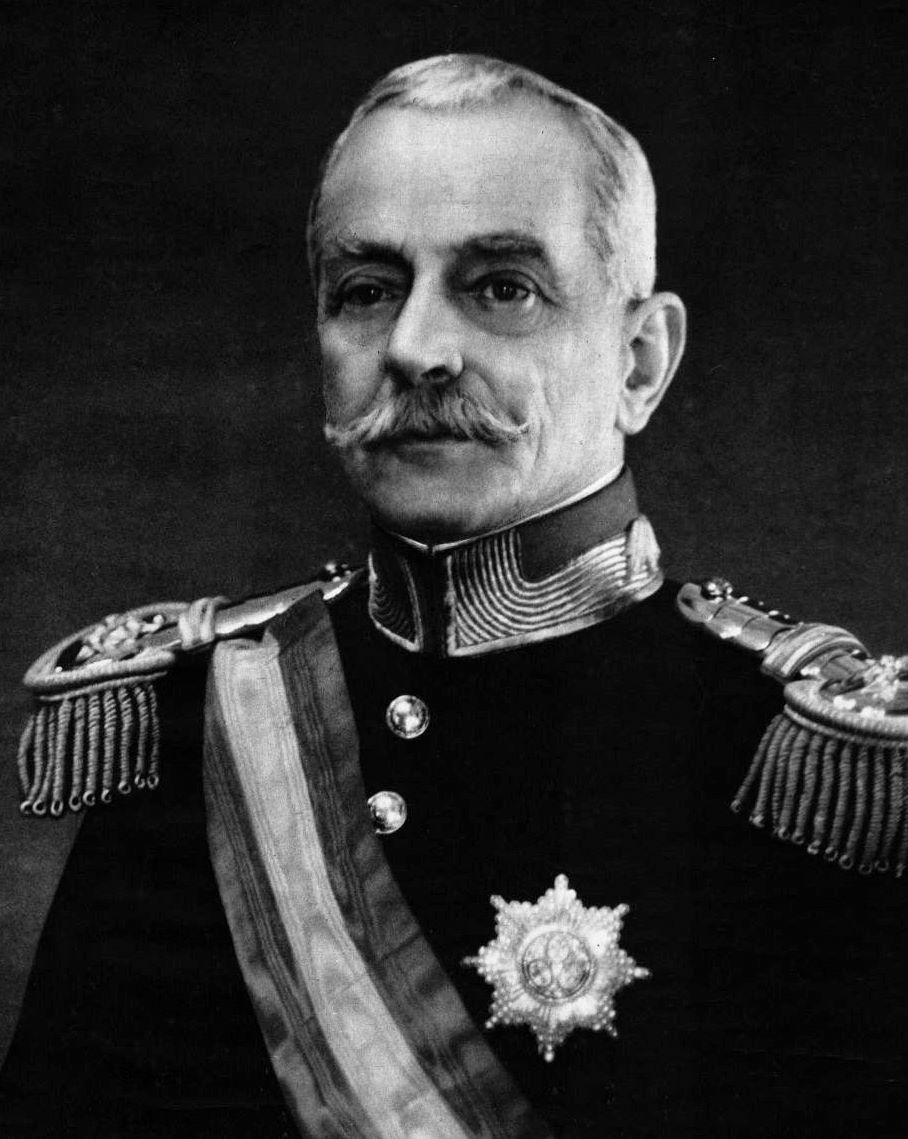
Fotografia de António Óscar de Fragoso Carmona, da autoria de Manuel Alves de San Payo

Em abril de 1923, indiciados pelo promotor de Justiça António Óscar Carmona, dezenas de oficiais, constando na lista de acusados o nome de Abel Olímpio, começaram a ser julgados pela autoria dos crimes de sangue ocorridos durante a noite de 19 de outubro de 1921. Defendidos pelos advogados Francisco Vieira, Cunha e Costa, Amílcar Ramada Curto, Alfredo Nordeste, Tavares da Silva, Caetano Pereira, Gomes Motta, Milheiro Fernandes, Amâncio Alpoim e muitos outros, foram apresentadas dezenas de testemunhas abonatórias com altas patentes militares assim como a tese de defesa de que os oficiais apenas cumpriam ordens superiores, desconhecendo o propósito homicida da sua missão. Todos os acusados negaram a autoria dos homicídios, atribuindo a culpa a outros oficiais ausentes e até mesmo presentes na sala de audiências, gerando-se várias acusações entre os próprios réus.
| “                                                                                                  | "Foste tu que mandaste matar o meu marido! Foste tu que não atendeste às súplicas de uma mãe com um filhinho de seis meses ao colo! Lembra-te marinheiro que disseste na minha presença: Esta senhora é a única que me pode acusar. Eu não quero a tua morte, quero o teu remorso! Porque não falas? Porque não dizes os nomes dos teus cúmplices? (...) Confio que o Tribunal saberá fazer justiça!" | ” |
| — Depoimento de Berta da Maia no Tribunal, acusando Abel Olímpio pela morte de José Carlos da Maia | |   |

Contra interrogados com provas forenses de balística e o relato de centenas de testemunhas e familiares das vítimas, após várias audiências, durante o dia 31 de maio, os réus fizeram as suas últimas declarações, terminando a sessão somente às oito horas e meia da noite e o júri recolhido para a sala das deliberações. Aguardando a sentença, os réus foram para os calabouços, enquanto uma multidão de populares e familiares das vítimas afluiu ao exterior do Tribunal de Santa Clara. Temendo-se que se pudesse gerar uma rebelião popular, o governador civil mandou encerrar todos os estacionamentos comerciais nas proximidades do tribunal e reforçar o policiamento no local. Durante o resto da noite, os réus passaram longas horas à espera, tendo vivido momentos de grande ansiedade, euforia e violência, existindo relatos de que enquanto uns riam e conviviam, outros discutiam e inclusive lutavam entre si.
Após treze horas de deliberações, somente às nove e meia da manha do dia 1 de junho, o júri apresentou a sua decisão, sendo esta entregue ao juiz Ribeiro Castanho que redigiu a sentença. Aberta a sessão da leitura da sentença ao meio dia e meio, foram:
- absolvidos: Manoel Aprígio, Balthazar de Freitas, Manoel Coutinho, António José da Fonseca, João Dionísio dos Santos, Eduardo de Almeida e José dos Anjos Baptista;
- condenados a prisão correcional: Benjamin Pereira (a 1 ano de prisão, por ter sido provado o crime, sem intenção criminosa mas com culpa), Rogério Augusto da Silva (a 16 meses de prisão, por ter sido provado o seu papel como chauffer da camioneta fantasma e, consequente, cumplicidade nos crimes), Thimoteo Rodrigues e Porfírio Messias (ambos a 16 meses de prisão), sendo no entanto a pena de todos expiada pelo tempo de prisão que já haviam cumprido, acabando por sair em liberdade;
- e condenados a pena maior: Heitor Gilman, Abel Olímpio, Manoel José Carlos, José Félix e Ciriaco Galvão Ribeiro (10 anos de prisão, seguidos de 20 anos de degredo, com prisão no lugar de degredo por 2 anos, ou, como alternativa, 31 anos de degredo, com prisão de 10 anos), Mathias de Carvalho e Palmela Arrebenta (8 anos de prisão, seguidos de 20 de degredo, ou, em alternativa, 28 anos de degredo), Mário de Sousa e Acácio Cardoso Ferreira (8 anos de prisão, seguidos de 12 anos de degredo, ou, em alternativa, 25 anos de degredo).

Após a leitura da sentença, os condenados foram para o forte de Sacavém, à excepção de Heitor Gilman que foi assistido no antigo Hospital Militar da Estrela, e posteriormente levado para o forte de Elvas. Anos mais tarde, todos os réus condenados às penas mais pesadas recorreram das suas sentenças, assim como Benjamin Pereira, que continuou a defender a sua inocência.
| “                                                                    | Desprezo-me por ser português! Fui condenado por obedecer a superiores meus. Mas, vamos a saber: quem são os criminosos? Sim, as famílias das vítimas hão de saber quem são os verdadeiros assassinos!" | ” |
| — Depoimento de Abel Olímpio no Tribunal, após a leitura da sentença | |   |

Anos mais tarde, Berta da Maia, viúva do capitão José Carlos da Maia, visitou Abel Olímpio na prisão de Coimbra, com o intuito de descobrir os nomes dos mandantes da conspiração. Fruto das suas visitas e do seu trabalho de investigação privada, tentou sem sucesso reabrir o caso nos tribunais e escreveu a obra "As minhas entrevistas com Abel Olímpio, «O Dente de Ouro»: páginas para a história da morte vil de Carlos da Maia, republicano combatente de 5 de Outubro" (1928), onde reforçava a teoria de uma conspiração levada a cabo pela ala monárquica e de direita conservadora, tendo Abel Olímpio lhe confessado e depois negado que havia sido aliciado pelo padre Maximiano Lima, diretor do jornal A Época. Gerando-se bastante polémica após a obra ser publicada, Berta da Maia tornou-se no alvo de uma campanha difamatória pela imprensa de direita, que a acusava de estar ao serviço da Maçonaria. Não se apurando a cadeia de comando, os responsáveis pelo plano que envolveu a camioneta fantasma nunca foram julgados.

### Oficiais do Arsenal da Marinha
A 15 de junho de 1923 começou o julgamento dos oficiais da Marinha que estiveram presentes no Arsenal das Ribeiras das Naus, durante a noite dos crimes, acusados de não terem tomado as previdências necessárias para travar a prática desses mesmos homicídios. Acusados, o contra-almirante Luiz da Câmara Leme, os capitães Francisco Luiz Ramos, José Júlio dos Santos e João Augusto Madeira, tenente José Luiz, Manoel Gonçalves e António Augusto Moreira (referido também como de Almeida em alguns periódicos), primeiro sargento Lino dos Santos e segundo sargento Paulo Dias Gigante, explicaram que ou não tinham tido conhecimento dos eventos que decorriam no Arsenal durante a Noite Sangrenta ou quando o tiveram já era tarde demais para atuar, tendo no entanto alguns tentado travar ou mitigar as ações dos revoltosos amotinados, como Paulo Dias Gigante, que relatou ter levado Francisco da Cunha Leal para o posto de enfermaria após este ter sido alvejado, ou José Luiz, que após ter presenciado a chegada de António Granjo nas instalações, tentou alertar Procópio de Freitas por várias ocasiões do que se estava ali a passar, sendo este facto provado. Muitos afirmaram mesmo que temeram pela vida, sentindo-se impotentes face ao número e fúria dos revoltosos.
| “                                                 | "Estou convencido de que se tivessem sido tomadas medidas de precaução com 10 ou 20 homens no túnel do Arsenal, de baioneta armada, a morte de Granjo não se teria dado. Bastaria a tentativa de mandar dar um ou dois tiros para o ar para que toda aquela gente fugisse. Pois nem mesmo essa tentativa se fez! (...) A obrigação dos chefes é intervir quando se passam factos anormais. (...) A verdade é esta: se mais ninguém morreu no largo do Pelourinho foi porque mais gente para lá não foi levada!" | ” |
| — Depoimento de António Óscar Carmona no Tribunal | |   |

A 29 de junho, foi lida a sentença, sendo:
- absolvidos: Manoel Gonçalves, António Augusto Moreira, José Júlio dos Santos, José Luiz, Paulo Dias Gigante e Lino dos Santos;
- e condenados: Luiz da Câmara Leme (a 10 dias de prisão disciplinar) e Francisco Luiz Ramos (a 18 meses de prisão em presídio naval, à qual foi deduzido o tempo cumprido de prisão preventiva, sendo-lhe aplicado uma pena de 8 meses e 24 dias ou, em alternativa, 13 meses e 6 dias em presídio militar), que recorreram às sentenças aplicadas.[56]

## Adaptações ao teatro, televisão e literatura
Teatro
- O Mistério da Camioneta Fantasma (2010), da autoria de Hélder Costa e encenado pela companhia A Barraca;[57]

Televisão
- Noite Sangrenta (2010, minissérie da RTP), realizada por Tiago Guedes e Frederico Serra, com Isabel Abreu, Gonçalo Waddington e Nuno Lopes no elenco principal;[58]

Literatura
- A Noite Sangrenta (crónica, 1924), da autoria de Luis Consiglieri de Sá Pereira[59]
- A Noite Sangrenta (crónica, 1990), da autoria de José Brandão
- Veio Depois a Noite Infame (romance, 2015), da autoria de Margarida Palma